# Кочичине
Кочи́чине — село в Україні, у Звягельському районі Житомирської області. Населення становить 314 осіб. Входить до складу Ємільчинської селищної громади.

## Географія
На північній стороні від села бере початок річка В'юн, права притока Зольні. Селом протікає річка Немильня, права притока Зольні.

## Історія
У 1906 році село Емільчинської волості Новоград-Волинського повіту Волинської губернії. Відстань від повітового міста 70 верст, від волості 30. Дворів 59, мешканців 419.

## Пам'ятки
На південний захід від села знаходиться орнітологічний заказник загальнодержавного значення Часниківський заказник.

## Відомі люди
- Жайворон Михайло Микитович (* 1953) — член правління Асоціації професійних журналістів та рекламістів Житомирщини, засновник та головний редактор видавництва «Житомир», заслужений журналіст України.